# Tactisch schietspel
Een tactisch schietspel, ook wel tactical shooter, is een stroming binnen de computerspelgenres first-person shooter en third-person shooter. Het woord tactisch in deze benaming verwijst veelal naar de militaire "tactische teams", zoals de Nederlandse Bijzondere Bijstands Eenheid. In het genre definiërende spellenreeks Rainbow Six heeft de speler het commando over een antiterreurteam dat veelal gebruikmaakt van speciale technieken, zoals de afleidingshandgranaat en springladingen om deuren mee te forceren. De meeste spellen in dit genre hebben een militaire eenheid versus terroristen, of politie-eenheid versus georganiseerde misdaad.
Bij het tactisch schietspel, in tegenstelling tot het conventionele arcadeschietspel of actieschietspel, draait de speelervaring om het nabootsen van de technieken van tactische teams en het samenspel tussen de spelers en niet het botweg neerschieten van alles wat beweegt. Veel terugkomende elementen in het tactische schietspelgenre zijn: realistisch beperkte bewegingsvrijheid, sluiptechnieken, overleven, beperkt incasseringsvermogen en realistische scenario's.
Populaire en influentiële spellen in dit genre zijn:
- America's Army;
- Operation Flashpoint;
- Red Orchestra: Ostfront 41-45;
- de Brothers in Arms-serie;
- de Delta Force-serie;
- de Hidden & Dangerous-serie;
- de SWAT-serie;
- de Rainbow Six-serie;
- de Ghost Recon-serie;
- de Vietcong-serie.
- de Counter-Strike-serie